# Paramenesia kasugensis
Paramenesia kasugensis is een keversoort uit de familie van de boktorren (Cerambycidae). De wetenschappelijke naam van de soort werd voor het eerst geldig gepubliceerd in 1935 door Seki & Kobayashi.